# 1593 Fagnes
1593 Fagnes (1951 LB) là một tiểu hành tinh bay qua Sao Hỏa được phát hiện ngày 1 tháng 6 năm 1951 bởi Sylvain Julien Victor Arend ở Uccle, Brussels, Bỉ.